# ミハイ・ボボチーカ
ミハイ・ボボチーカ（Mihai Bobocica、1986年9月8日 - ）はイタリアの卓球選手。身長180cm、体重69kg。
所属チームはSterilgarda Castel Goffredo TT。現在はブンデスリーガのグレンツァオ所属。

## 略歴
ルーマニア、クラヨーヴァ出身。2003年にナショナルチーム入り。
2006年頃から積極的に国際大会に出場し始め、同年のITTFプロツアー・スウェーデンオープンではダブルスでベスト16に入った。シングルスはセルビアオープンのベスト4が最高成績。その後2007年にトゥールーズで開催されたフランスオープンでもダブルスでベスト16に入っている。
世界選手権には2006年のブレーメン大会からザグレブ大会、広州大会と連続出場している。
2008年には世界最終予選を勝ち抜き、オリンピック初出場を果たした。本戦ではシングルスに出場し予選ではイランのノルージに、一回戦ではロシアのクズミンに勝利したが、二回戦でスロベニアのトキッチにセットオールの末に敗れた。

## プレースタイル
YG(逆横回転)サービスを多用し、コンパクトなスイングでの両ハンドドライブによる連続攻撃が得意。

## 主な戦績
- 2006年
  - ITTFプロツアー・スウェーデンオープン 男子ダブルス ベスト16
  - ITTFプロツアー・セルビアオープン 男子シングルス ベスト4
- 2007年
  - ITTFプロツアー・フランスオープン 男子ダブルス ベスト16

## その他
- 趣味は水泳、ダンス。
- イタリア語、ルーマニア語、英語を話す。